# Жэнь Е
Жэнь Е (кит. упр. 任烨, пиньинь Rèn Yè, 13 июля 1986, Фушунь, Китай) — китайская хоккеистка (хоккей на траве), нападающий. Серебряный призёр летних Олимпийских игр 2008 года.

## Биография
Жэнь Е родилась 13 июля 1986 года в китайском городском округе Фушунь.
Играла в хоккей на траве за «Ляонин» из Даляня.
В 2008 году вошла в состав женской сборной Китая по хоккею на траве на летних Олимпийских играх в Пекине и завоевала серебряную медаль. Играла на позиции нападающего, провела 7 матчей, мячей не забивала.
В 2012 году вошла в состав женской сборной Китая по хоккею на траве на летних Олимпийских играх в Лондоне, занявшей 6-е место. Играла на позиции нападающего, провела 6 матчей, мячей не забивала.
В 2006 и 2010 годах завоевала золотые медали хоккейных турниров летних Азиатских игр в Дохе и Гуанчжоу.